# Monte Caterina
Il monte Caterina (in arabo جبل كاثرين‎?), con i suoi 2.629 metri sul livello del mare, è la montagna più alta d'Egitto, situata nella parte meridionale della penisola del Sinai. È distante 4,1 km dal monte Sinai, che è la seconda montagna più alta d'Egitto. Sulla cima del monte d'inverno è presente la neve.